# Pincara
Pincara é uma comuna italiana da região do Vêneto, província de Rovigo, com cerca de 1.277 habitantes. Estende-se por uma área de 17 km², tendo uma densidade populacional de 75 hab/km². Faz fronteira com Castelguglielmo, Fiesso Umbertiano, Frassinelle Polesine, Fratta Polesine, San Bellino, Villamarzana.

## Demografia
| Variação demográfica do município entre 1861 e 2011                               |
|                                                                                   |
| Fonte: Istituto Nazionale di Statistica (ISTAT) - Elaboração gráfica da Wikipedia |